# 리암 로슨
리암 로슨(Liam Lawson, 2002년 2월 11일 ~ )은 뉴질랜드의 자동차 경주 선수이다. 현재 RB 소속으로 포뮬러 원에 출전하고 있다.
2015년 주니어 포뮬러에 출전하여 2016-17년 뉴질랜드 NF F1600 챔피언십을 우승했다. 2017년 호주 F4 2위, 2018년 ADAC F4와 2019년 유로포뮬러 오픈 챔피언십 2위를 달성했으며 2019년 토요타 레이싱 시리즈를 우승했다. 2020년 FIA 포뮬러 3, 2021년 FIA 포뮬러 2 챔피언십에 출전했으며 2022년 포뮬러 2 시즌에서 칼린 모터스포츠 소속으로 3위를 달성했다.
2019년부터 2023년까지 레드불 주니어 팀 소속으로 레드불 레이싱과 알파타우리에서 예비 드라이버로 2022년부터 2024년까지 활동했다. 2023년 네덜란드 그랑프리에서 부상으로 출전하지 못한 다니엘 리카도를 대신하여 포뮬러 원 데뷔전을 치렀으며 싱가포르에서 첫 승점을 획득했다. 2024년 시즌에서 다니엘 리카도를 대신하여 미국 그랑프리부터 RB 소속으로 출전하게 되었다.